# Lychen
Lychen ([ˈlyːçən]) è una città di 3 139 abitanti del Brandeburgo, in Germania.

Appartiene al circondario dell'Uckermark.

## Storia
Il 31 dicembre 2001 vennero aggregati alla città di Lychen i comuni di Beenz, Retzow e Rutenberg.
Dal 23 maggio 2013 la città si fregia del titolo di Flößerstadt ("città degli zatterieri").

## Società

### Evoluzione demografica
- Sviluppo della popolazione dal 1875 entro gli attuali confini (Linea Blu: Popolazione; Linea puntata: Confronto dello sviluppo della popolazione dello Stato del Brandenburgo; Sfondo grigio: Ai tempi del governo nazista; Sfondo rosso: Al tempo del governo comunista)
- Sviluppo recente della popolazione (Linea blu) e previsioni

| Anno | Abitanti |
| ---- | -------- |
| 1875 | 3 184    |
| 1890 | 3 359    |
| 1910 | 3 919    |
| 1925 | 4 828    |
| 1939 | 5 261    |
| 1950 | 5 053    |
| 1964 | 4 452    |

| Anno | Abitanti |
| ---- | -------- |
| 1971 | 4 490    |
| 1981 | 4 205    |
| 1985 | 4 209    |
| 1990 | 4 114    |
| 1995 | 4 122    |
| 2000 | 3 966    |
| 2005 | 3 905    |

| Anno | Abitanti |
| ---- | -------- |
| 2010 | 3 527    |
| 2015 | 3 135    |
| 2016 | 3 222    |
| 2017 | 3 207    |
| 2018 | 3 178    |
| 2019 | 3 178    |
| 2020 | 3 154    |

Fonti dei dati sono nel dettaglio nelle Wikimedia Commons..

## Geografia antropica

### Suddivisioni amministrative
Il territorio comunale comprende, oltre alla città di Lychen, le frazioni (Ortsteil) di Beenz, Retzow e Rutenberg.

## Amministrazione

### Gemellaggi
Lychen è gemellata con:
- Czaplinek
- Hopsten